# Noah Beery, Jr.
Noah Lindsey Beery (Kansas City, 10 de agosto de 1913-Tehachapi, 1 de noviembre de 1994), conocido profesionalmente como Noah Beery, Jr. o solo como Noah Beery, fue un actor cinematográfico estadounidense especializado en personajes amistosos y amables, similares a los que interpretaba su legendario tío Wallace Beery, aunque Noah Beery, Jr., a diferencia de su tío, raramente interpretó papeles que no fueran secundarios. Su padre, Noah Nicholas Beery (conocido como Noah Beery), disfrutó de una carrera de duración similar como actor secundario. 
Beery nació en Nueva York, donde su padre trabajaba como actor teatral. La familia se trasladó a California en 1915, pues el padre empezó a trabajar en el cine. Tras cursar estudios en Los Ángeles, se mudaron a un rancho en el Valle de San Fernando, donde vivió un estilo de vida que mantuvo siempre. 
A los siete años de edad actuó con su padre en La marca del Zorro. Noah Beery, Jr. intervino en docenas de películas, incluyendo un gran papel como compañero de John Wayne en el filme de 1934 The Trail Beyond. Otros trabajos importantes fueron 20 Mule Team (Puño de hierro), junto a su tío, y Río Rojo, con John Wayne, pero su interpretación más conocida fue la de Joseph "Rocky" Rockford, el padre de James Garner en la popular serie televisiva The Rockford Files (1974-1980). El trabajo televisivo de Beery también incluía una actuación semanal como payaso en Circus Boy, con Micky Dolenz, a mediados de la década de 1950.
Noah Beery, Jr. estuvo casado con Maxine Jones y con Lisa Thorman. Falleció en 1994 en Tehachapi, California, a causa de una trombosis cerebral, y fue enterrado en el cementerio Forest Lawn Memorial Park de Glendale, California, junto a su padre y a su tío.
Posee una estrella en el paseo de la fama de Hollywood.

## Filmografía parcial
- The Mark of Zorro (La marca del Zorro) (1920, no acreditado), con Douglas Fairbanks y Noah Beery.
- Fighting with Kit Carson (1933), con Noah Beery.
- The Trail Beyond (1934), con John Wayne y Noah Beery.
- Only Angels Have Wings (Sólo los ángeles tienen alas, 1939), con Cary Grant y Rita Hayworth.
- Of Mice and Men (La fuerza bruta, 1939), con Burgess Meredith y Lon Chaney Jr.
- 20 Mule Team (Puño de hierro) (1940), con Wallace Beery y Anne Baxter.
- Sargento York (1941), con Gary Cooper, Walter Brennan, y Joan Leslie.
- Overland Mail (1942), con Lon Chaney Jr. y Noah Beery.
- Todos a una (1943), con Randolph Scott y Robert Mitchum.
- Follow the Boys (1944), con George Raft, Orson Welles, y Marlene Dietrich.
- Río Rojo (1948), con John Wayne y Montgomery Clift.
- The Story of Will Rogers (1952), con Will Rogers, Jr.
- Inherit the Wind (1960), con Spencer Tracy y Fredric March.
- Bonanza (1964) S6E30 Lothario Larkin
- The Rockford Files (1974-1980), con James Garner y Noah Beery, Jr.
- Magnum, P.I. – episodio: "All Roads Lead to Floyd" – Floyd Lewellen (1981)
- The Best Little Whorehouse in Texas (1982), con Burt Reynolds y Dolly Parton.
- Waltz Across Texas (1982), con Anne Archer.